# Torre Annunziata
Torre Annunziata (napolitansko-kalabrijski:  Torre Nunziata) je grad i općina u pokrajini Napulja, regije Kampanija u Italiji. Ona se nalazi na Napuljskom zaljevu, u podnožju planine Vezuva, te ima divne plaže s crnim vulkanskim pijeskom. Grad je nekad bio sjedište važne željezne (Deriver, Dalmine)  i prehrambene industrije (tjestenina), a danas su aktivne pomorska, farmaceutska i industrija naoružanja.
Na njegovom mjestu se u antici nalazio rimski grad Oplontis koji je uništen u erupciji Vezuva 79. god., što se ponovno dogodilo i 1631. god. Arheološko nalazište Oplontis, s predivno očuvanom Villom Poppaea iz 1. st. pr. Kr., je UNESCO-ova svjetska baština od 1997. god.
Iako je maleni grad u predgrađu Napulja, Torre Annunziata ima svoj jedinstven dijalekt, varijaciju napolitanskog, koji se zove Torrese.

## Oplontis
Oplontis je bilo mjesto nadomak Pompeja (Rimsko Carstvo) koje je, uz Pompeje i Herkulanej, također stradalo i bilo zatrpano lavom i peplom iz erupcije vulkana Vezuva 24. listopada 79. godine. Ime “Oplontis” je najvjerojatnije bio naziv prirodnih banja Oncino, no danas je ime ostalo kao skupni naziv za vile pronađene u današnjem gradu Torre Annunziata.
Sredinom 20. stoljeća, tu je pronađena, iskopana i otvorena za javnost, Villa Poppaea – vila supruge cara Nerona.
Druga vila, Villa L. Crassiusa Tertiusa, je otkrivena 1974. godine 250m istočno od Ville Poppaea, tijekom iskapanja temelja za lokalnu školu. Ime je dobila po brončanom pečatu na kojemu je bilo ime vlasnika.
Također, veliki broj arheoloških predmeta je iskopan tu i spremljen u Državni arheološki muzej u Napulju.
- Peristil Ville Poppaea
- Fantastična mrtva priroda iz Ville Poppaea
- Caldarium (hladna kupka)
- Tragična maska

## Poveznice
- Pompeji
- Herkulanej
- Stabija

## Vanjske poveznice
- Herculaneum/Pompeii/Stabiae/Oplontis – Službene stranice  Arhivirana inačica izvorne stranice od 24. listopada 2009. (Wayback Machine)
- AD 79. – godina uništenja  Arhivirana inačica izvorne stranice od 27. lipnja 2009. (Wayback Machine)